# Келесирия
Келесирия (или др.-греч. ἡ Κοίλη Συρία, hē Koílē Syría; лат. Coelesyria, рус. Полая Сирия; также может встречаться: Килисирия, Целесирия или Койлесирия) — историческая область на юге Сирии, расположенная в долине Бекаа между хребтами Ливан и Антиливан. Орошается реками Эль-Ази (древний Оронт) и Эль-Литани (Леонт).
Со времён войн диадохов название Келесирия распространялось на Палестину и Финикию, которые долгое время являлись предметом споров между Птолемеями и Селевкидами. При римском императоре Септимии Севере в 194 году Келесирия стала отдельной провинцией, располагавшейся в северной части бывшей провинции Сирия.